# Kamov Ka-137
Kamov Ka-137, định danh cũ MBVK-137, là một loại trực thăng đa năng không người lái, được thiết kế cho nhiều nhiệm vụ, bao gồm trinh sát, tuần tra, cho cảnh sát, cứu thương và truyền tiếp dữ liệu.

## Tính năng kỹ chiến thuật
Đặc điểm tổng quát
- Kíp lái: 1 người điều khiển từ trung tâm mặt đất
- Sức chứa: 80 kg (176 lb) hàng hóa bên trong
- Đường kính: 1.30 m (4 ft 3 in)
- Đường kính rô-to chính:  5.30 m (17 ft 5 in)
- Chiều cao: 2.30 m (7 ft 7 in)
- Diện tích rô-to chính: 8.3 m2 (90 ft2)
- Trọng lượng có tải: 280 kg (620 lb)
- Powerplant: 1 × Hirth 2706-R05, 50 kW (65 hp)

Hiệu suất bay
- Vận tốc cực đại: 175 km/h (110 mph)
- Tầm bay: 530 km (330 dặm)
- Thời gian bay: 4 giờ
- Trần bay: 5.000 m (16.400 ft)